# کالوان
کالوان (به انگلیسی: Kalwan) یک عوارض جغرافیایی در هند است که در مهاراشترا واقع شده‌است.

## خصوصیات
کالوان ۸۵۹٫۷۱ کیلومترمربع مساحت و ۱۶۶٬۰۰۰ نفر جمعیت دارد.